# Pearson plc
51°30′36″ пн. ш. 0°07′19″ зх. д. / 51.51° пн. ш. 0.12194444444444° зх. д.
Pearson plc — транснаціональна корпорація зі штаб-квартирою у Великій Британії, яка спеціалізується на видавничій діяльності та послугах у сфері освіти. Заснована у 1844 році та названий Семюелем Пірсоном у 1856 році S Pearson and Son, те, що починалося як невеликий місцевий будівельний бізнес у Йоркширі, між 1880 та 1927 роками переросла у величезний диверсифікований міжнародний конгломерат під подальшим керівництвом онука Семюеля Вітмана Пірсона. На час Другої світової війни компанія мала великі національні та міжнародні дочірні підприємства у промисловості, електроенергетиці, нафті, вугіллі, банківських і фінансових послугах, видавничій справі (періодичні видання та книги) та авіації.